# أدريان هولمز
أدريان هولمز (بالإنجليزية: Adrian Holmes)‏ هو ممثل بريطاني وكندا، ولد في 31 مارس 1974 في المملكة المتحدة.

## أعمال

### أفلام
- (2015) فنديتا

## وصلات خارجية
- أدريان هولمز على موقع IMDb (الإنجليزية)
- أدريان هولمز على موقع روتن توميتوز (الإنجليزية)
- أدريان هولمز على موقع أول موفي (الإنجليزية)
- أدريان هولمز على موقع قاعدة بيانات الفيلم (الإنجليزية)